# Castello svevo (Augusta)
Il castello svevo di Augusta, edificio simbolo della città, era un castello 
svevo del XIII secolo. L'edificio si erge con tutta la sua mole sull'estremità nord dell'isola di Augusta.

## Storia
La fortificazione medioevale probabilmente iniziò la realizzazione al 1232, e sarebbe costruito su una preesistente torre di avvistamento di età normanna. La costruzione del castello, sulla piccola penisola denominata "Terra vecchia", fu voluta dall'imperatore Federico II di Svevia e affidata a Riccardo da Lentini. I lavori terminano nel 1242.
A testimonianza vi è un'epigrafe nel Castello che recita:
Augustam Dìvus Augustus 

condidit urbem. Et tulit ut 

tìtulo sit Veneranda suo
La costruzione del castello si inquadrava in un progetto che mirava a difendere l’Impero da attacchi via mare quindi la costa orientale del Regno. Il castello svevo di Augusta, unendosi ai castelli, tra gli altri, di Catania, Siracusa, Gela, Milazzo, Scaletta Zanclea estendeva le difese su un più vasto territorio. Fu poi occupato dagli angioini e dagli aragonesi.
Furono aggiunte imponenti opere bastionate nel XVII secolo. Nell'età moderna i diversi lavori di riadattamento (prima per scopi militari e poi penitenziari) ne alterarono notevolmente la sua struttura medievali. I piani delle celle sopra il portico risalgono all'adattamento a penitenziario del 1890. Il rivellino è attualmente occupato dal Commissariato della Polizia di Stato.
Passata al demanio, è affidato alla sovrintendenza dei beni culturali di Siracusa. Non visitabile al pubblico, negli ultimi anni, per pericolo di crolli..
L'Associazione Nazionale Italia Nostra - sezione di Augusta, in collaborazione con la Sezione Carabinieri Tutela Patrimonio Culturale di Siracusa ha contribuito nel mettere in risalto il Castello Svevo grazie ad una denuncia fatta verso ignoti, per impedire lo scivolamento in mare di una parte del castello. La procura della Repubblica di Siracusa, apre un'inchiesta sullo stato fatiscente del castello e il 16 febbraio 2016 il presidente della regione Rosario Crocetta e l'ex presidente Raffaele Lombardo vengono indagati, insieme a quattro dirigenti regionali, per "omissione di atti d'ufficio, danneggiamento del patrimonio archeologico, storico e artistico e omissione di lavori in edifici che minacciano rovina", e viene disposto il sequestro del monumento.

## Descrizione
Il nucleo svevo del complesso militare è costituito da un quadrato murario di 62 metri per lato e otto torri con uno spessore murario di 2,60 m e con fodero di conci in pietra arenaria giuggiulena. Gli interni sono caratterizzati da grandi arcate ogivali e volte a crociera costolonate gotiche.
Le quattro torri squadrate a centro di ogni lato erano a Est e Ovest di pianta rettangolare e a Nord e Sud di pianta poligonale.